# Дистаннид марганца
Дистаннид марганца — бинарное интерметаллическое неорганическое соединение
марганца и олова
с формулой MnSn2,
кристаллы.

## Получение
- Сплавление стехиометрических количеств чистых веществ:

{\displaystyle {\mathsf {Mn+2Sn\ {\xrightarrow {548^{o}C}}\ MnSn_{2}}}}

## Физические свойства
Дистаннид марганца образует кристаллы
тетрагональной сингонии,
пространственная группа I 4/mcm,
параметры ячейки a = 0,6659 нм, c = 0,5436 нм, Z = 4,
структура типа диалюминиймеди Al2Cu
.
Соединение образуется по перитектической реакции при температуре 548°C
.